# Dešná u Dačic

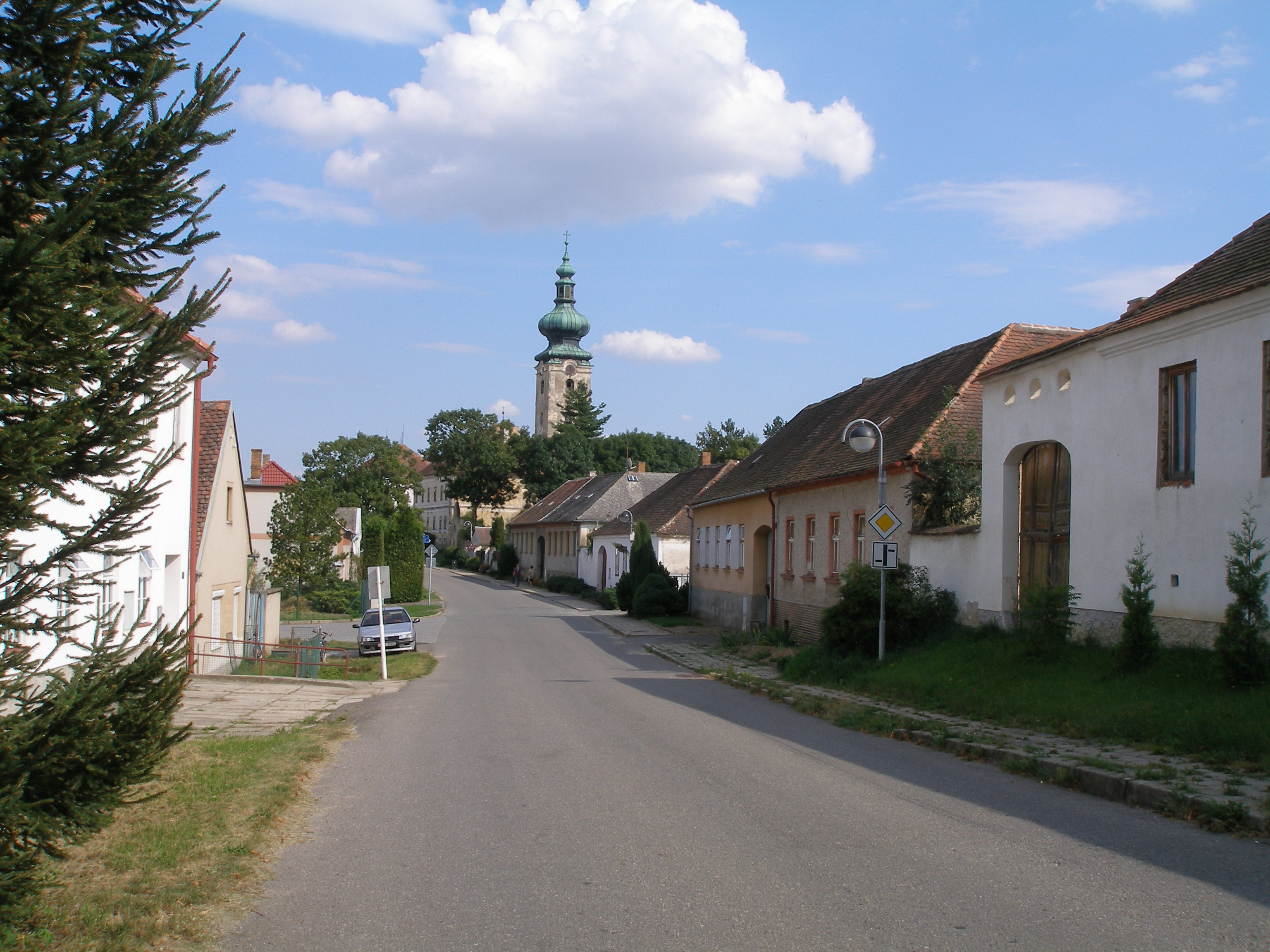
Hauptstraße

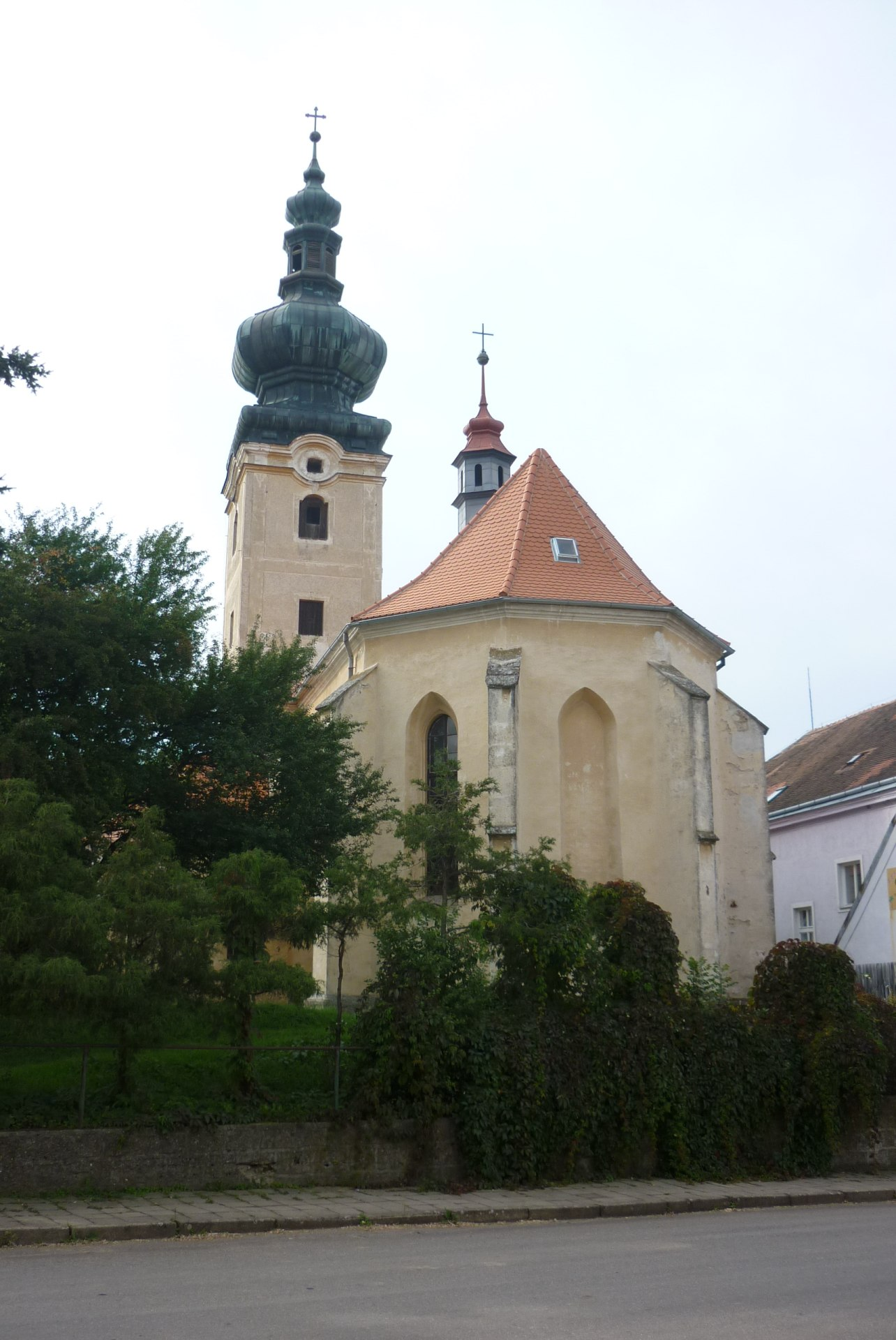
Kirche Johannes des Täufers

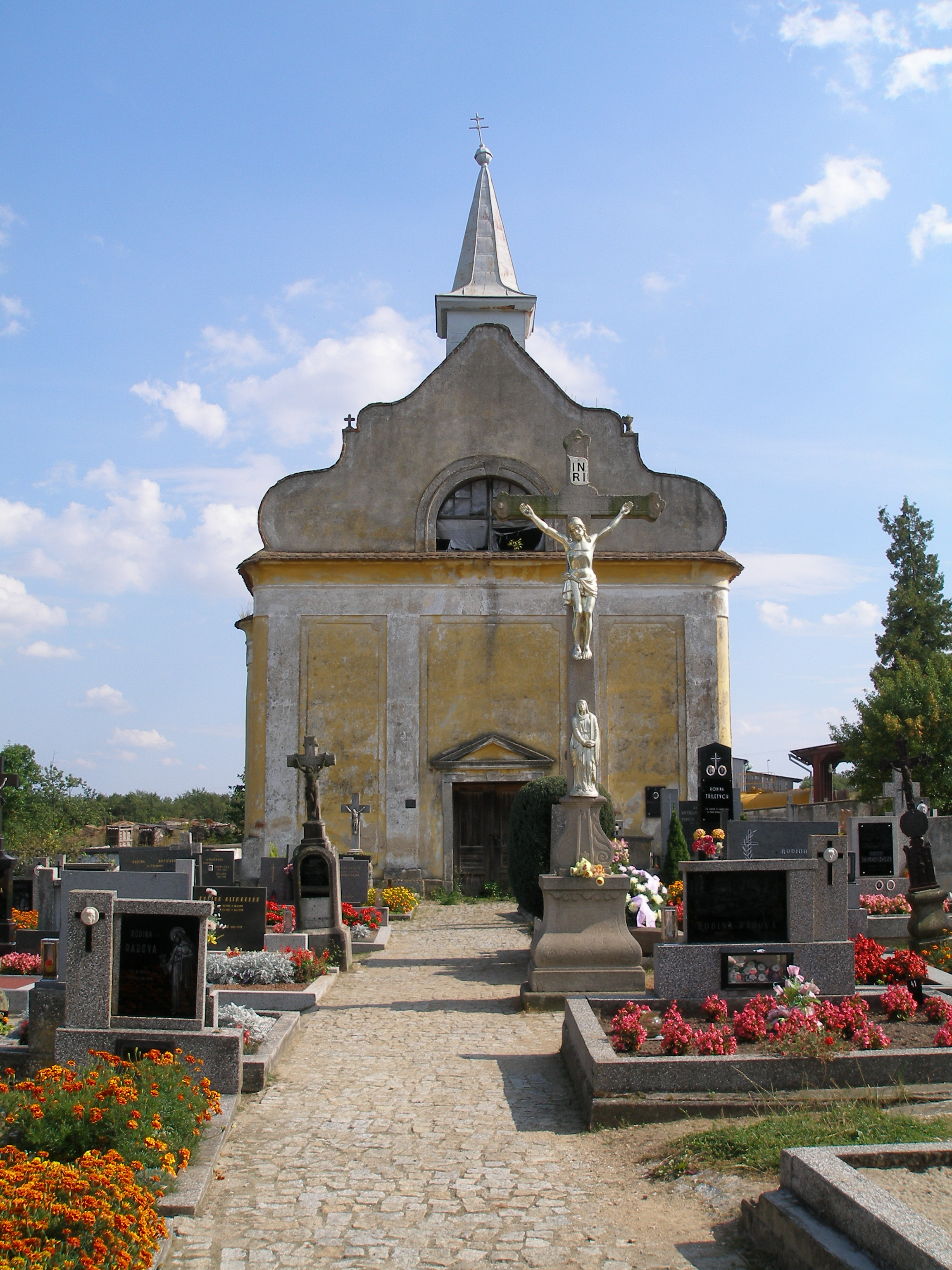
Friedhofskapelle zum hl. Kreuz

Dešná (deutsch Döschen) ist eine Gemeinde mit etwa 620 Einwohnern in Tschechien. Sie liegt sieben Kilometer südlich von Jemnice nahe der Grenze zu Österreich und gehört zum Okres Jindřichův Hradec.

## Geographie
Dešná befindet sich rechtsseitig der Blatnice in der Talmulde des Dešenský potok. Südlich des Ortes verlaufen Bunkerlinien des Tschechoslowakischen Walls. Der Ort ist als Längsangerdorf angelegt.
Nachbarorte sind Plačovice, Lovčovice und Menhartice im Norden, Radotice und Bačkovice im Nordosten, Dančovice (Dantschowitz) im Osten, Mešovice (Nespitz) im Südosten, Rancířov (Ranzern) im Süden, Ziernreith im Südwesten, Županovice (Zoppanz) im Westen sowie Chvalkovice (Qualkowitz) im Nordwesten.

## Geschichte
Der Ort wurde Ende des 11. Jahrhunderts von deutschen Siedlern aus Niederösterreich besiedelt. Erstmals urkundlich erwähnt wurde der Ort im Jahre 1320 als Lehen des Bistums Olmütz. Später wurde Dešná Teil der Herrschaft Pullitz. Im Jahre 1494 wird mit dem Bau der Kirche begonnen. Der Ort ist auf den Karten Mährens von Paulus Fabricius (1575) und Johann Amos Comenius (1627) eingezeichnet.
Während der Reformation wird der Ort evangelisch. Erst nach dem Sieg der kaiserlichen Truppen in der Schlacht am Weißen Berg, am Anfang des Dreißigjährigen Krieges, wird der Ort in der Gegenreformation bis zum Jahre 1638 rekatholisiert. Bereits im Jahre 1625 ist eine Schulklasse im Ort belegt. Ab demselben Jahr werden die Matriken im Ort geführt. In Döschen waren die Kinder der Nachbarortschaften Dantschowitz, Lospitz, Plospitz und Zoppanz eingeschult. Ab 1633 wird der Ortsname „Deschen“, bis sich im Jahre 1846 das heute bekannte „Döschen“ einbürgert. 1785 vernichtete ein Großfeuer Teile des Dorfes und der Kirche.
Nach dem Ersten Weltkrieg kam der Ort, dessen Bewohner im Jahre 1910 zu 88 % deutschsprachig waren, zur Tschechoslowakischen Republik. Mit dem Münchner Abkommen 1938 wurde der Ort in das Deutsche Reich eingegliedert und Teil des Reichsgaues Niederdonau. Von 1938 bis 1945 bildete Döschen mit 5 weiteren Dörfern die Großgemeinde Döschen im Kreis Waidhofen an der Thaya.
Im Zweiten Weltkrieg starben 16 Einwohner. Am 7. Juni 1945 wurde Döschen von tschechischen Milizen besetzt und die Deutschen vertrieben. 39 Döschener konnten in Österreich verbleiben. Alle anderen wurden nach Bayern, Baden-Württemberg und Hessen weiter transferiert.
Die Eingemeindung von Dančovice und Plačovice erfolgte 1961. 1976 wurden Bělčovice, Rancířov, Hluboká, Chvalkovice und Županovice eingemeindet. Der Hauptort Dešná bestand im Jahre 2007 aus 99 Häusern und hatte 302 Einwohner.

## Wappen und Siegel
Bis heute konnte keine Abbildung des Siegels von Döschen gefunden werden. Es soll einen Kirchturm beseitet von zwei Sternen gezeigt haben.

## Bevölkerungsentwicklung
| Volkszählung | Einwohner gesamt | Volkszugehörigkeit der Einwohner | Volkszugehörigkeit der Einwohner | Volkszugehörigkeit der Einwohner |
| Jahr         | Einwohner gesamt | Deutsche                         | Tschechen                        | Andere                           |
| ------------ | ---------------- | -------------------------------- | -------------------------------- | -------------------------------- |
| 1880         | 356              | 320                              | 30                               | 6                                |
| 1890         | 385              | 350                              | 33                               | 2                                |
| 1900         | 395              | 360                              | 30                               | 5                                |
| 1910         | 389              | 344                              | 45                               | 0                                |
| 1921         | 428              | 324                              | 91                               | 13                               |
| 1930         | 454              | 303                              | 147                              | 4                                |

## Gemeindegliederung
Die Gemeinde Dešná  besteht aus den Ortsteilen Bělčovice (Wispitz), Chvalkovice (Qualkowitz, 1939–1945: Kalkwiesen), Dančovice (Dantschowitz), Dešná (Döschen), Hluboká (Tiefenbach), Plačovice (Plospitz) und Rancířov (Ranzern), die zugleich auch Katastralbezirke bilden.

## Sehenswürdigkeiten
- Kirche Johannes des Täufers in Dešná, erbaut 1494 und später barockisiert
- Friedhof in Döschen mit barocker Kapelle zum Hl. Kreuz (1739)
- Kriegerdenkmal (1931)
- Statue des Hl. Johannes von Nepomuk (1. Hälfte des 18. Jahrhunderts)

## Sagen aus dem Ort
Auf den Weg von Döschen nach Zoppanz steht ein Marterl. Die Leute erzählen sich, dass an diesem Platz ein Schatz zu heben sei. Man muss aber in der Geisterstunde hier zur Stelle sein und das Vaterunser von hinten nach vorne beten.
Eines Tages versuchten einige junge Burschen diesen Plan auszuführen. Um Mitternacht begannen sie zu graben und dabei zu beten. Als das letzte Wort gesprochen war, setzte ein unheimliches Brausen ein, welches zu einem höllischen Getöse anschwoll und mit einem Donnerschlag endete. Die Burschen erfasste die Angst und sie liefen ohne sich umzudrehen in das Dorf zurück. Einer der Burschen habe hierbei seinen Verstand verloren.

## Persönlichkeiten
- Der unter dem Pseudonym Polenský bekannte Volksschriftsteller und Geistliche František Pojmon war von 1881 bis 1882 Pfarrer in Döschen